# Patriarca Maronita d'Antioquia
El patriarca maronita d'Antioquia és el cap de l'Església Maronita o Església Maronita Siríaca d'Antioquia, una de les Esglésies Catòliques Orientals en comunió amb l'Església Catòlica Romana. Tots els patriarques prenen el nom de Pere, per l'apòstol, però són coneguts pel propi. El seu títol oficial és patriarca d'Antioquia i de tot l'Orient.

## Patriarques Maronites d'Antioquia
Llista de patriarques maronites d'Antioquia (primats de l'església maronita).

### Patriarques d'Antioquia i de tot l'Orient
- Sant Joan Maró (628 – + 707), Youhanna Maroun
- Ciril
- Gabriel
- Joan Maró II
- Joan III de Demalsa
- Teòfil
- Gregori I
- Esteve I
- Marc d'Antioquia
- Eusebi (Hoaushab)
- Joan IV d'Homs
- Jesús I
- David I
- Gregori II
- Teofilacte
- Jesús II de Damasc
- Domici de Beirut
- Isaac
- Josep de Byblos
- Jordi de Batrum
- Pere de Semar-Jebail
- Atanasi d'Akka
- Gregori d'Ehden
- Marc de Tir
- Climent d'Antioquia
- Miquel de Tula
- Pau de Kefar-Saron
- Simeó de Damasc
- Zacaries de Ban
- Samuel de Beqaufa
- Joan V d'Aqtanit
- Daniel de Tripoli
- Pere de Semar-Jebail
- Moisès de Kefar-Zaina
- Pau de Haifa
- Josep de Shadra
- Maró de Bikfaya
- Abraham de Nazareth
- Ezequiel de Darb-as-sin
- Antoni de Lehfed
- Elies d'Haquel
- Andreu de Xipre
- Atanasi de Tir
- Joaquim de Jerusalem
- Elies de Batrum
- Lluc de Ras-Kifa
- Miquel de Beirut
- Joan VI d'Homs (el 938 va abandonar el monestir de Sant Maró, destruït pels musulmans, i es va instal·lar al Líban)
- Simeó de Qobaiat
- Jeremies de Jaffa
- Zacaries de Jerusalem
- Joan VII de Haqel, Biblos
- Simeó d'Antioquia
- Isaies de Bejjeh, Biblos
- David d'Akkar
- Gregori d'Arqa
- Elies de Tell-Seb'al
- Simeó d'Arjess
- Felip de Hasrun
- Josep El Gergess (1110-1120),
- Pere (1121-1130),
- Gregori d'Halate (1130-1141),
- Jacob de Ramate (1141-1151),
- Joan (1151-1154),
- Pere (1154-1173),
- Pere de Lehfed (1173-1199),
- Geremies d'Amchite (1199-1230),
- Daniel de Chamate (1230-1239),
- Joan de Jaje (1239-1245),
- Simeó (1245-1277),
- Daniel d'Hadchite (1278-1282),
- Geremies de Dmalsa (1282-1297),
- Simeó (1297-1339),
- Joan (1339-1357),
- Gabriel de Hjoula (1357-1367),
- Joan (1367-1404)
- vacant (1404–1440)

### Patriarques a Wadi Qannubine
- Joan de Jaje (1440-1445),
- Jacob d'Hadath (1445-1468),
- Josep d'Hadath (1468-1492),
- Simeó d'Hadath (1492-1524),
- Moisès Akkari de Baridi (1524-1567),
- Miquel Rizzi de Bkoufa (1567-1581),
- Sarkis Rizzi de Bkoufa (1581-1596),
- Josep Rizzi de Bkoufa (1596-1608),
- Joan Makhluf d'Ehden (1608-1633),
- Jordi Omaira d'Ehden (1633-1644),
- Josep Halib d'Akura (1644-1648),
- Joan Bawab de Safra (1648-1656),
- Jordi Rizkallah de Bseb’el (1656-1670),
- Esteve Duaihi d'Ehden (1670-1704),
- Gabriel de Blaouza (1704-1705),
- Jacob Awad d'Hasrun (1705-1733),
- Josep Dergham Khazen de Ghosta (1733-1742),
- Simeó Awad de Hasroun (1743-1756),
- Tobies El-Khazen de Békaata Kanaan (1756-1766),
- Josep Esteve de Ghosta (1766-1793),
- Miquel Fadel de Beyrouth (1793-1795),
- Felip Gemayel de Bikfaya (1795-1796)
- Josep Tyan (1796-1808)
- Joan Hélou (1808-1823)

### Imperi Otomà
- Josep Hobeiche (1823-1845)
- Josep Raji El Khazen (1845-1854)
- Pau Massaad (1854-1890)
- Joan Hage (1890-1898)

### Líban
- Elies Hoyek (1898-1931)
- Antoni Arida (1931-1955)
- Pau Méouchi (1955-1975)
- Antoni Khoraiche (1975-1986)
- Nasrallah Boutros Sfeir (1986 -2011)
- Béchara Boutros Raï (des del 2011)[2]